# جويل سوتير
جويل سوتير (و. 1998  م) هو دراج سويسري.

## التصنيف
| السنة     | 2018 | 2019 | 2020 | 2021 | 2022 | 2023 |
| --------- | ---- | ---- | ---- | ---- | ---- | ---- |
| عالمي     | 2390 | 907  | 823  | 855  | 413  | 1060 |
| أوروبا    | 1808 | 660  | 658  | 660  | 331  | -    |
| آسيا      | 682  |      |      |      |      |      |
|           |      |      |      |      |      |      |
| مصدر: UCI |      |      |      |      |      |      |

## سجل الفوز

### سباقات أو مراحل فاز بها
| التاريخ        | السباق                                                             | المركز                                           |
| -------------- | ------------------------------------------------------------------ | ------------------------------------------------ |
| 08 يوليو 2018  | طواف سيبيو للدراجات 2018                                           | السادس في تصنيف أفضل شاب                         |
| 13 أكتوبر 2019 | 2019 Paris-Tours espoirs                                           | المركز الثاني                                    |
| 12 يوليو 2020  | 2020 Switzerland National Road Cycling Championships - Men U23 ITT | المركز الثاني                                    |
| 21 أغسطس 2020  | طواف ليموزين 2020                                                  | السادس في تصنيف أفضل شاب، الثامن في تصنيف النقاط |
| 19 سبتمبر 2020 | أوكولو سلوفينسكا 2020                                              | الرابع في تصنيف الجبال، السادس في تصنيف أفضل شاب |
| 02 مايو 2021   | طواف روماندي 2021                                                  | الثاني في تصنيف الجبال                           |
| 26 يناير 2022  | تروفيو كالفيا 2022                                                 | المركز الثاني                                    |
| 23 يونيو 2022  | سباق الزمن على الطريق للرجال في بطولة سويسرا 2022                  | الفائز في التصنيف العام                          |
| 17 سبتمبر 2022 | طواف لوكسمبورغ 2022                                                | الخامس في تصنيف أفضل شاب، الخامس في تصنيف الجبال |
| 05 فبراير 2023 | نجم بسجس 2023                                                      | العاشر في التصنيف العام                          |